# Гибаловка
Ги́баловка (укр. Гибалівка) — село на Украине, находится в Шаргородском районе Винницкой области.
Код КОАТУУ — 0525380501. Население по переписи 2001 года составляет 2123 человека. Почтовый индекс — 23507. Телефонный код — 4344.
Занимает площадь 4,447 км².

## Адрес местного совета
23507, Винницкая область, Шаргородский р-н, с. Гибаловка, ул. Молодёжная, 4

## Известные люди
- В этом селе родился Драгомир, Василий Саввич (1914—1989) — советский военный лётчик, награждённый пятью орденами Красной Звезды.
- В этом селе родился Бадюк, Сергей Николаевич (род. 3 июля 1970) — российский спортсмен, актёр и общественный деятель.